# Геннадій Гаронскі
Гаронскі Геннадій Раїсович (5 січня 1979 року, м. Київ, Україна) — український кіносценаріст, письменник, Скрипт-доктор та режисер-постановник.

## Біографія
Народився у місті Київ, УРСР.
З 2000 року навчався у Київському Національному Університеті Культури та Мистецтв на факультеті менеджменту та бізнесу за спеціальністю «менеджмент паблик рилейшнз».
У 2021 році отримав сертифікат з режисерської майстерності в Український інститут підвищення кваліфікації працівників телебачення, радіомовлення і преси

## Професійна діяльність
У 2008 році працював адміністратором знімального майданчика фільму «Контракт [Архівовано 3 лютого 2019 у Wayback Machine.]». Після знімального періоду став асистентом продюсера фільму і кінокомпанії «Паноптікум», де працював до запуску свого першого сценарію серіалу «Оголошений у розшук».
У 2009—2010 був партнером компанії «Амазон Стар» (Україна), яка займалась національним інтернет-просуванням кінотеатру IMAX (м. Київ) та фільмів, які демонструвалися у його форматі на той час — «Аватар» Джеймса Камерона та «Аліса у Дивокраї» Тіма Бертона.

## Творча діяльність
У 1999 році у 20-ти річному віці написав фантастичний роман «Домініон: Закрита територія [Архівовано 3 лютого 2019 у Wayback Machine.]».
У 2004 році написав свій першій кіносценарій кримінальної драми «Хижаки», і відразу потому кіносценарій гангстерського бойовика «Ті, що женуть мерців», який створений за мотивами першого фільму Квентина Тарантіно «Скажені пси».
У 2009 році вперше виступив автором та сценаристом 12-ти серійного серіалу «Оголошений у розшук». Перший показ відбувся на українському телеканалі «Інтер» 6 лютого 2011 року.
У 2015 році створив серію «Принцеса на горошині» [Архівовано 11 лютого 2020 у Wayback Machine.] до серіалу «На лінії життя» (раніше «Військовий шпиталь»), який з'явився в ефірі телеканалу «Україна» у 2016 році.
У 2016 році брав участь у написанні серії до детективного серіалу «Відділ 44».
У 2016 у складі Сценарного КБ розробляв сценарії декількох проєктів.
У 2017 працював над серіями «Привіт з бірми [Архівовано 2 листопада 2019 у Wayback Machine.]» та «Пастка на дорозі» серіалу «Виходьте без дзвінка», перший сезон якого вийшов у листопаді 2018 року.
У 2019 брав участь у створенні Снайпер. Білий ворон як скріпт-консультанта. 
У 2020 брав участь у 13-му пітчингу ДержКіно з фантастичним проектом "Альфа" 
У жовтні 2022 року сценарій пілота серіалу "Корпорація насилля" отримав 1 місце на конкурсі від казахської студії.
У листопаді 2022 року став спів-автором серіалу "Чорнобиль 2022: Вторгнення" про захоплення ЧАЕС під час російського вторгнення в Україну. Серіал створювався на замовлення латвійського стримінгового сервісу "Go3", на платформі якого вийшов 26 квітня 2023 року.
У липні 2024 року проект фільму "Все через неї" увійшов до фіналу конкурсу "TroyStory"  від Film.UA та Media Resources Management у категорії "Локальні фільми", після чього був окремо представлений на пітчингу.  

## Співпраця
З 2022 року співпрацює з режисером-постановником "Пудіч Сергій Олександрович".
- 2022 "The Barber" - скріпт-консультант
- 2025 "The Writer" - скріпт-консультант
- 2025 "TBA" - сценарист

## Кіносценарії
- 2004 «Падіння»
- 2004 «Ті, що женуть мерців»
- 2004 «Виконавець» (короткометражний)
- 2005 «Янголи Афродіти» (містика, драма, фентезі)
- 2005 «День гніву» (бойовик)
- 2006 «Сходження янгола» (бойовик)
- 2008 «Сезон бажань» (драма)
- 2009 «Разом. Назавжди». (короткометражний)
- 2009 «Оголошений у розшук»
- 2010 «Все через неї» (комедія)
- 2010 «Клітка» (короткометражний)
- 2011 «Превентивні заходи» (пілот серіалу)
- 2012 «Затемнення» (фантастика, бойовик)
- 2012 «Моноліт» (пілот серіалу, бойовик)
- 2012 «Не залишати свідків» (короткометражний, чорна комедія)
- 2014 «Метод Вороніна» (пілот серіалу, драма, містика)
- 2014 «Слідство Діда» (пілот серіалу, драма, детектив)
- 2015 «На лінії життя»
- 2017 «Полювання» (горрор)
- 2017 «Детектив» (короткометражний)
- 2017 «Catcher» (короткометражний)
- 2017 «Піраміда» (короткометражний)
- 2017 «Виходьте без дзвінка»
- 2018 «Не спати» (короткометражний, горор)
- 2019 «Вовчок» (короткометражний, горор)
- 2020 "Час монстрів" (короткометражний, горор, фентезі, драма)
- 2020 "Альфа" (бойовик, фантастика)
- 2020 "Колискова" (драма, дарк фентезі)
- 2021 "Прокляття деміурга" (пілот серіалу)
- 2021 "Корпорація насилля" (пілот серіалу)
- 2022 "Чорнобиль 2022: Вторгнення"
- 2023 "Вони думали, ми мертві" (бойовик)
- 2025 «TBA» (горор)

## Фільмографія
- 2010. «Оголошений у розшук [Архівовано 12 грудня 2019 у Wayback Machine.]» (Серіал, сценарист)
- 2016. «На лінії життя» (серіал, сценарист)
- 2018. «Виходьте без дзвінка» (серіал, сценарист)
- 2022. «Чернобиль 2022: Вторгнення» (серіал, сценарист)

## Кліпи і реклама
- «Диверсанті»
- «ARMIYA»
- Духмяна манія